# Roodstaartkeerkringvogel

De roodstaartkeerkringvogel (Phaethon rubricauda) is een zeevogel die behoort tot de keerkringvogels.

## Kenmerken
Het verenkleed is wit met een roze schijn. Rond de ogen zit een zwarte kring en de staart heeft dunne rode veren. Ook de snavel is rood en de poten zijn zwart.

## Leefwijze
Ze leven van vis, inktvis en vliegende vissen die ze duikend vangen. Door ferme winden kunnen ze dieper het land inwaaien.

## Verspreiding
Deze soort komt voor in de Grote Oceaan en in de Indische Oceaan en telt vier ondersoorten:
- P. r. rubricauda: de westelijke Indische Oceaan.
- P. r. westralis: de oostelijke Indische Oceaan.
- P. r. roseotinctus: de zuidwestelijke Grote Oceaan.
- P. r. melanorhynchos: de westelijke, centrale en zuidelijke Grote Oceaan.

## Status
De grootte van de populatie is in 2019 geschat op 70 duizend volwassen vogels. Op de Rode lijst van de IUCN heeft deze soort de status niet bedreigd.

## Externe link

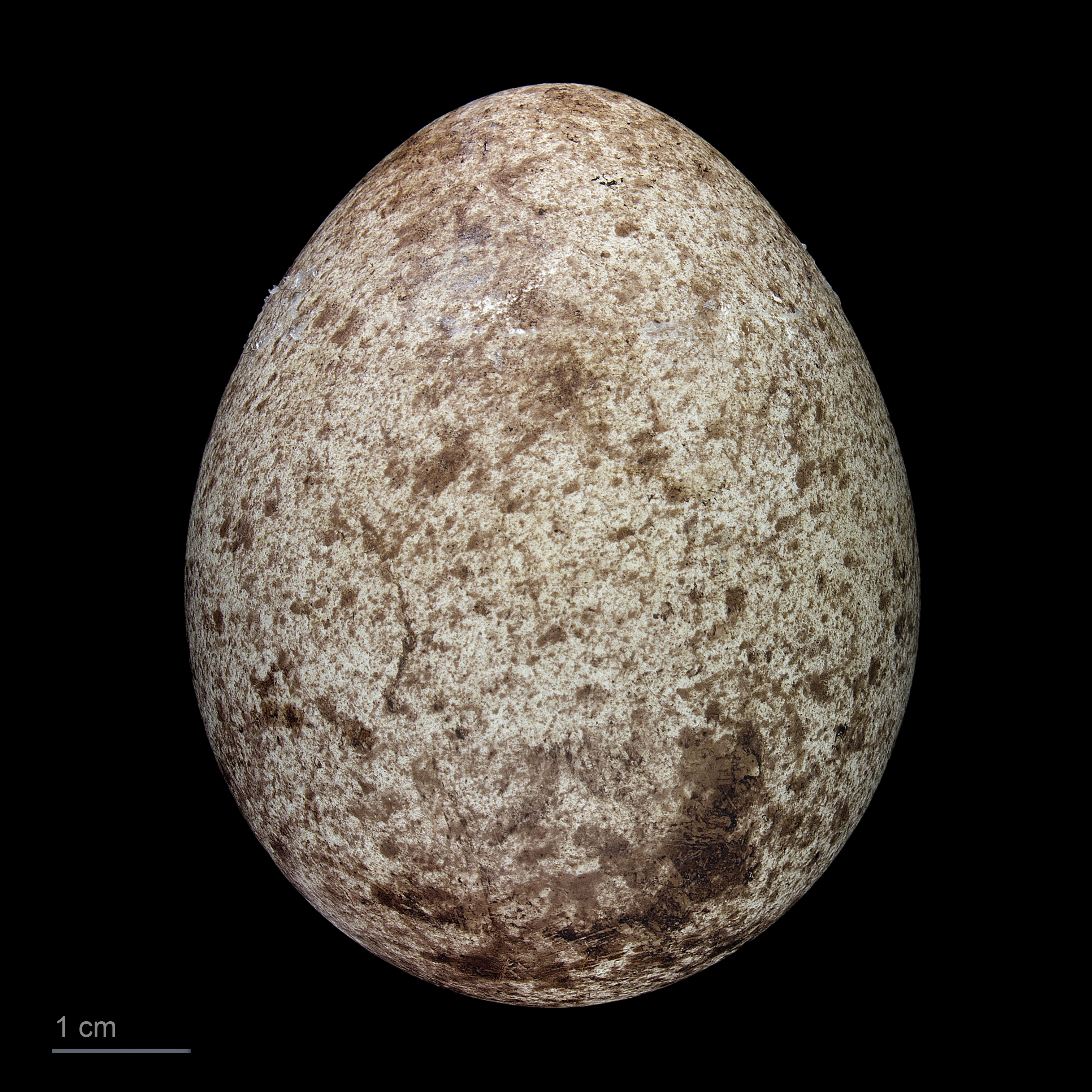
Phaethon rubricauda - MHNT